# Neslandsvatn Station
Neslandsvatn Station (Neslandsvatn stasjon) er en jernbanestation på Sørlandsbanen, der ligger i byområdet Neslandsvatn i Drangedal kommune i Norge. Den består af nogle få spor, to perroner og en stationsbygning opført i træ efter tegninger af Gudmund Hoel. Stationen ligger med udsigt over søen Lundtveittjern.
Stationen åbnede 2. december 1927, da Sørlandsbanen blev forlænget dertil fra Lunde og videre derfra som Kragerøbanen til Kragerø. 10. november 1935 blev Sørlandsbanen forlænget fra Neslandsvatn til Nelaug, hvorefter Kragerøbanen blev en sidebane. Persontrafikken på den blev indstillet 1. januar 1989, og senere samme år blev den helt nedlagt. I stedet må passagerne nu køre med bus de 27 km til Kragerø.